# Vladimir Ignat'evič Lukin
Vladimir Ignat'evič Lukin (19 luglio 1737 – 20 luglio 1794) è stato un drammaturgo e politico russo.

## Biografia
La carriera di studi di Lukin fu per lo più da autodidatta, durante la quale approfondì le conoscenze di francese, tedesco e latino.
Nel 1752 iniziò a lavorare come copista presso l'Ufficio araldico. Il 23 maggio fu trasferito all'ufficio del reggimento Preobrazhensky.
Nel 1762 Lukin fu nominato segretario di stato di K. G. Razumovskij. Alla fine del 1763 si ritirò e intraprese un viaggio a Parigi.
Nel 1767 viaggiò attraverso l'Europa. Nel 1771 visitò Londra per gli affari massonici. Nel 1774 fu promosso a consigliere universitario e dal 1786 a consigliere di stato.

### Massoneria
Lukin fu un'importante figura della massoneria russa: membro fondatore nel 1773 della loggia "Urania", dipendente dalla Gran Loggia nazionale di Ivan Elagin, della quale sarà Maestro venerabile nel  1775.  Nel 1773-1774 diventò Gran Segretario della "Gran Loggia Inglese" e nel febbraio 1774 membro onorario della "Berlin Royal York zur Freundschaft". Sempre nel 1774 firmò come Gran Segretario la Patente di fondazione della loggia del "Silenzio" di San Pietroburgo, che ebbe tra i suoi fondatori Pëtr Ivanovič Melissino. Fu pure membro della loggia delle "Muse" e cavaliere scozzese, membro del capitolo e segretario generale della nuova Obbedienza scozzese.

### Teatro
Lukin, un precursore del realismo e della "scuola naturale" del teatro russo, fu il primo nella letteratura russa ad opporsi alle convenzioni del classicismo e all'imitazione estrema. Manifestò le sue opinioni nelle prefazioni delle sue opere. Lukin auspicava un linguaggio letterario semplice e aveva un'opinione non positiva sulle commedie di Aleksandr Petrovič Sumarokov, rappresentante del neoclassicismo e padre del teatro classico in Russia, che gli ha attirato qualche critica da parte dei sostenitori degli scrittori russi.
Gli elementi classici non furono però da Lukin superati completamente, ma soltanto ridotti e miscelati con quelli derivati dal mondo reale e contemporaneo.
Lukin si impegnò per avvicinare il linguaggio ed i contenuti della commedia russa, agli usi, costumi, tradizioni e morale russa.
La sua opera più importante e anche l'unica originale fu Mot, ljuboviju ispravlennyj (Lo sprecone corretto dall'amore, 1765), la cui trama è tipica della comédie larmoyante: il protagonista è un nobile che, perdute tutte le sue ricchezza al gioco e per gli inganni di un falso amico, si salva grazie alle virtù della donna che ama. L'opera fu scritta per soddisfare il desiderio dell'imperatrice Caterina di vedere una commedia di identità russe, che si rivelò però un'imitazione di opere francesi.
Tra i molti rifacimenti di Lukin, si può menzionare la commedia La boutique du bijoutier, rielaborazione francese di The toy shop di Robert Dodsley.
Lukin si impegnò per diffondere la lingua nazionale a tutta la popolazione, compresi i contadini.
Le opere di Lukin non ebbero grande successo e furono criticate dalle riviste letterarie.
Durante la rappresentazione di alcune sue opere teatrali, i suoi oppositori distribuivano giornali agli spettatori, dicendo che erano molto più interessanti delle commedie.
Lukin accolse con entusiasmo l'emergere nel 1765 di un "teatro nazionale", riconoscendo il suo ruolo sociale, educativo e formativo.

## Opere principali

### Teatro
- Mot, ljuboviju ispravlennyj (Lo sprecone corretto dall'amore, 1765).

#### Adattamenti
- La boutique du bijoutier (La gioielleria);
- Награжденное постоянство (Premiato con costanza);
- Вторично вкравшаяся любовь (Amore ripetutamente radicato);
- Пустомеля (Pustomel).